# Simon Webbe
Simon Webbe Solomon (sinh ngày 30 tháng 3 năm 1979) là một ca sĩ, nhạc sĩ, diễn viên và quản lý âm nhạc người Anh. Anh được biết đến là một thành viên của ban nhạc Blue, được thành lập vào năm 2000 trước khi tan rã vào năm 2005 và tái hợp trong năm 2009. Ban nhạc đã bán được hơn 15 triệu bản. Webbe sau đó phát hành 2 album solo trong năm 2005 và 2006, bán được hơn 650.000 đĩa và có 5 đĩa đơn nằm trong UK Top 40 tại Anh.